# Gepella modesta
Gepella modesta är en insektsart som beskrevs av Hölzel 1968. Gepella modesta ingår i släktet Gepella och familjen myrlejonsländor. Inga underarter finns listade i Catalogue of Life.